# Eurhadina remanei
Eurhadina remanei är en insektsart som beskrevs av Drosopoulus 1999. Eurhadina remanei ingår i släktet Eurhadina och familjen dvärgstritar. Inga underarter finns listade i Catalogue of Life.